# 香港10人制ラグビー大会
1986年にスタートした香港の10人制ラグビーの国際大会。世界で10人制ラグビーのトーナメントとして認識されており、世界クラスのトーナメントに成長した。現在のところはGFIグループがスポンサーとなって開催されている。
ホセアギアとベン・スミスのように、ラグビーユニオンの国家代表をめざしながらプレーする選手もいる行っている選手も多い。7人制の大会で活躍して、同時に10人制の大会にでる選手も多い。
ハッピーバレー競馬場で開催される。ただし、人工芝であることに批判もある。。